# Alissa Atanassova
Alissa Atanassova Atanassova (bulgarisch Алиса Атанасова Атанасова; * 1989 in Sofia) ist eine bulgarische Schauspielerin.

## Leben
Alissa Atanassova ist die Tochter des Schauspielers Atanas Atanassow.
Sie studierte von 2008 bis 2013 Schauspiel an der Nationale Akademie für Theater- und Filmkunst „Krastjo Sarafow“ in Sofia. Nach Abschluss ihres Studiums, spielte sie an verschiedenen Theatern in Sofia, unter anderem am Nationaltheater „Iwan Wasow“. 2019 spielte sie die Rolle der berühmten bulgarischen Dichterin Petja Dubarowa in dem Spielfilm Петя на моята Петя Petya na moyata Petya, der dem Leben der jungen Dichterin gewidmet ist.
2022 gewann Alissa für ihre Leistung in Petya na moyata Petya den Bulgarian Film Academy Award als beste weibliche Nebenrolle.
Sie wirkte auch in einigen deutschen Fernsehproduktionen mit und war ab 2022 in der Fernsehserie Höllgrund als Theresa im Hauptcast zu sehen, im Großstadtrevier, Die Therapie oder bei In aller Freundschaft.
Sie lebt in Berlin.

## Filmografie (Auswahl)
- 2010: Goodbye Mama (Kinofilm; Bulgarien/Italien)
- 2013: Vangelia (TV-Serie)
- 2015: Survivor (Kinofilm)
- 2016: Stolen Life (TV-Serie, Bulgarien)
- 2017: Sex Academy: Men (Kinofilm, Bulgarien)
- 2017: Leave to remain (Kurzfilm)
- 2018: Far away from time (Kurzfilm)
- 2018: Eva (Kurzfilm)
- 2019: Petya na moyata Petya (Kinofilm, Bulgarien)
- 2020: Vollendet (Kurzfilm)
- 2020: The Basil Smash (Kurzfilm)
- 2022: Höllgrund (TV-Serie)
- 2023: Die Therapie (Fernsehserie)
- 2023: Großstadtrevier – Puderzuckerexpress (Fernsehserie)
- 2024: In aller Freundschaft – Zusammenhalt, Realitäten (Fernsehserie)

## Theater (Auswahl)
- 2011–2014: The Round (Sfumato Theatre Sofia); Regie: Anton Ugrinov
- 2013: The Lizard (Satire Theatre Sofia); Regie: Plamen Markov
- 2013: Madame de Sade (Sfumato Theatre Sofia); Regie: Stayko Murdjev
- 2013–2014: Istanbul Story (Plovdiv Drama Theatre)
- 2014–2016: Terminal 2 (Sfumato Theatre Sofia); Regie: Margarita Mladenova
- 2015–2017: GEO (National Theater Iwan Wasow); Regie: Ivan Dobchev
- 2015–2017: 39 Steps (Little city theatre of the channel Sofia); Regie: Andrey Avramov
- 2015–2017: Was ihr wollt (Little city theatre of the channel Sofia); Regie: Teya Sugareva
- 2016–2017: Tom Sawyer (Little city theatre of the channel Sofia); Regie: Petrinel Gochev
- 2016–2017: The men who wanted (Little city theatre of the channel Sofia); Regie: Margarita Mladenova
- 2015–2018: Anatol (Sfumato Theatre Sofia); Regie: Anton Ugrinov
- 2017–2018: Please switch of your mobile phones (Sfumato Theatre Sofia); Regie: Nikola Stoyanov
- 2016–2018: Bel Ami (Little city theatre of the channel Sofia); Regie: Bina Haralampieva

## Hörspiele (Auswahl)
- 2023: Arbeitswelt im Wandel – In Arbeit als Diana, Regie: Meret Kiderlen und Kim Willems (Deutschlandrundfunk Kultur)[3]

## Auszeichnungen
Im Jahr 2022 erhielt sie die Auszeichnung Bulgarian Film Academy Awards für die beste Nebenrolle in Petya na moyata petya (2022).